# Città metropolitana di Venezia
La città metropolitana di Venezia è una città metropolitana italiana, che dal 1º gennaio 2015 ha sostituito la precedente provincia lagunare. È la 10ª città metropolitana per superficie territoriale, dopo Reggio Calabria.
Affacciata a sud-est della porzione settentrionale del mare Adriatico, confina a nord-est con il Friuli-Venezia Giulia (province di Udine e Pordenone), a sud con la provincia di Rovigo, a ovest con la provincia di Padova e a nord con la provincia di Treviso.

## Geografia fisica

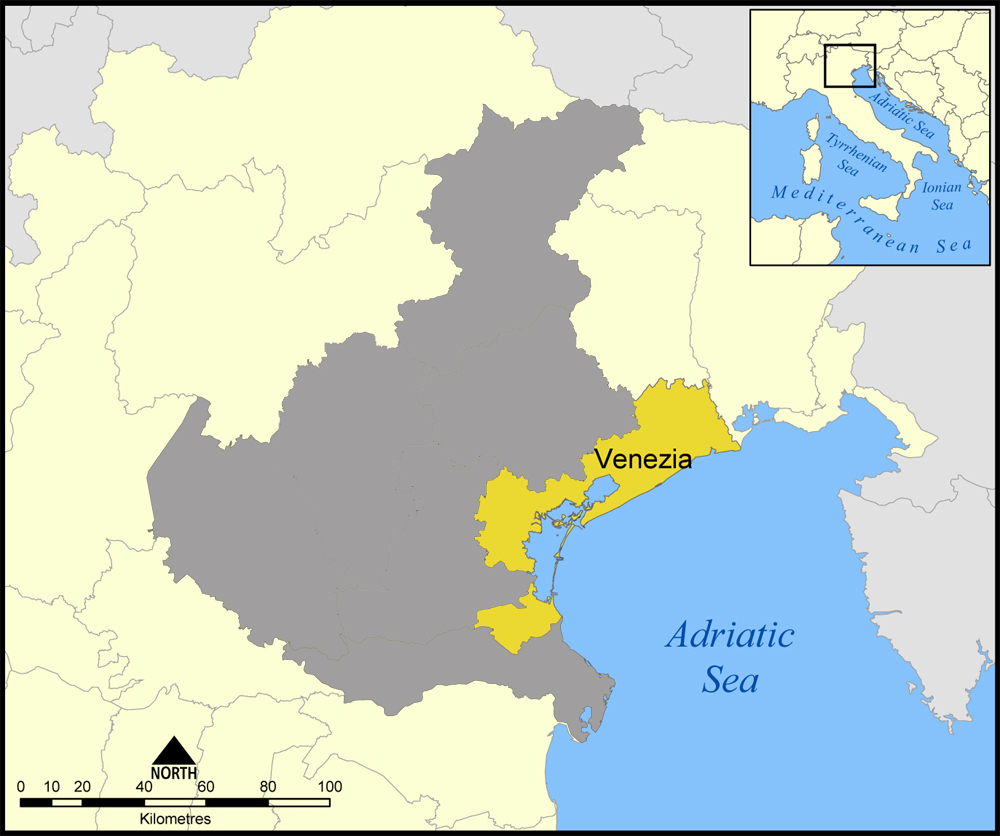
Localizzazione della città metropolitana nella regione Veneto.

La città metropolitana di Venezia è una realtà eterogenea, che unisce all'interno di un unico territorio vari circondari:
- Comune di Venezia;
- Comune di Chioggia;
- Cavarzere e Cona;
- Riviera del Brenta;
- Miranese;
- Sandonatese;
- Portogruarese.

I comuni di Chioggia, Cavarzere e Cona costituiscono un'exclave separata dal resto della città metropolitana, confinante con le province di Padova e Rovigo.
La morfologia del territorio evidenzia le oggettive difficoltà di interrelazioni socioeconomiche tra le varie realtà dei singoli circondari e comuni. Si nota che la città metropolitana ha un territorio a forma di "banana" con una lunghezza che misura all'incirca 120 km, e con una larghezza media di circa 25 km. Inoltre, la diversità è amplificata dalla vicinanza di importanti realtà cittadine appena al di là del confine (come Padova, Treviso e Pordenone) che molto spesso fungono da richiamo molto più forte della stessa città capoluogo, di cui peraltro si avverte la storica importanza.

### Chioggia
In un viaggio ideale dal sud al nord della città metropolitana di Venezia, il primo grosso centro urbano è quello di Chioggia, realtà lagunare isolata che ha sempre avuto un rapporto ambivalente nei confronti di Venezia; attualmente la città intrattiene rapporti stretti anche con la vicina area della Saccisica e con Padova.

### Riviera del Brenta e Miranese
Segue l'area della Riviera del Brenta, area da sempre a cavallo tra la dominazione veneziana e quella padovana, che condivide in parte i caratteri di entrambe le città perché, assieme all'area del Miranese, sono le zone in cui la storia e le relazioni economiche e culturali sono più vicine alla città di Venezia e al suo polo industriale.

### Veneto Orientale

#### Sandonatese
Il Sandonatese è sempre stata una zona di confine tra il Dogado e il Trevigiano, area a cui buona parte del territorio fa attualmente riferimento per affinità socio-economiche, culturali e religiose. Interessato dalla bonifica fino agli anni trenta del Novecento, il circondario del Sandonatese presenta un'economia fondata su numerose piccole e medie imprese, sull'agricoltura (in particolare sulla produzione di ortaggi, frutta e vini DOC "Piave") e sul turismo (Cavallino-Treporti, Jesolo, Eraclea). Nell'area, oltre all'italiano, è parlata in prevalenza la variante Sandonatese del dialetto veneziano, mentre nella gronda lagunare i maggiori influssi derivano dal veneto parlato a Venezia. Dal punto di vista religioso il territorio è diviso tra la diocesi di Treviso e la diocesi di Vittorio Veneto a nord, mentre la zona costiera è compresa nel patriarcato di Venezia.

#### Portogruarese
Unica parte del territorio veneto che si trova oltre il fiume Livenza, il Portogruarese fu storicamente sotto la potestà del Friuli e solo in età napoleonica aggregato amministrativamente a Venezia, con l'eccezione della città di Caorle, che da sempre ha fatto parte del Dogado, ovvero del nucleo metropolitano della capitale fin dal momento della genesi della Repubblica di Venezia. In ambito religioso la situazione è sostanzialmente la medesima: gran parte del territorio rientra sotto la diocesi di Concordia-Pordenone, eccetto gran parte del comune di Caorle, compreso nel patriarcato di Venezia.
Tuttora, nelle zone confinanti con la Regione Friuli-Venezia Giulia, si stima che il 29% della popolazione parli correntemente il friulano. L'idioma è riconosciuto e tutelato ufficialmente come lingua minoritaria e storica nei comuni di San Michele al Tagliamento, Cinto Caomaggiore e Teglio Veneto in base alle delibere provinciali 20 aprile 2006, n. 32, e 21 dicembre 2006, n. 120.
Non è quindi un caso che, soprattutto nella parte più orientale della città metropolitana, probabilmente quella più distante dall'essenza veneziana, vi siano state volontà più o meno marcate di passare ad altro ente provinciale (o regionale, come nel caso della vittoria del "Sì" nel referendum di distacco dal Veneto e aggregazione al Friuli-Venezia Giulia del comune di Cinto Caomaggiore) o per la creazione di una nuova provincia.

## Storia
Fu dapprima abitata dagli Euganei; successivamente, in epoca protostorica, fu occupata dai Veneti. Essi, designati anche come Paleoveneti, si insediarono nell'attuale territorio della provincia (XI secolo a.C.), integrandosi con gli Euganei. Secondo la leggenda, erano guidati da Antenore, il quale, fuggendo da Troia, condusse il popolo degli Èneti, popolo alleato proveniente dalla Paflagonia, ad abitare le coste del mare Adriatico.
Essendo Veneti e Romani popoli alleati, la latinizzazione dei primi fu pacifica. Nel 102 a.C. i Romani sconfissero nella zona Cimbri e Germani, aumentando così la loro influenza nel territorio fino a formare la Regio X Venetia et Histria. La nascita di Venezia non ha date precise. Circa nel 570 alcuni profughi provenienti dall'entroterra, specialmente da Aquileia, si rifugiarono in alcune isole della Laguna di Venezia al fine di sfuggire alle frequenti invasioni barbariche. Al quel tempo il territorio della provincia faceva parte dell'Impero Bizantino (Esarcato di Ravenna).
Con il passare dei secoli Venezia si fece sempre più indipendente e nel 697, ad Eracliana, venne eletto il primo doge. Successivamente, con la distruzione di Eracliana (805) e di Malamocco (810) - divenuta capitale nel 742 - la capitale fu nuovamente spostata, questa volta a Rialto (Venezia).

Prima bandiera dell'ente, in uso dal 1887 fino al 2002

Nel Basso Medioevo, Venezia, ormai importante repubblica marinara, è totalmente indipendente da Bisanzio e inizia la sua espansione nell'entroterra. Nel 1260 fu sconfitta la famiglia degli Ezzelini. In risposta alle minacciose mire espansionistiche dei Visconti di Milano, nel 1395 anche Venezia cominciò a invadere i territori vicini. Già nel 1410 gran parte dei territori della Regio X Venetia et Histria erano riuniti (mancavan solamente Bergamo e Brescia per riunire tutte le città venetizzate dell'antica Regio romana imperiale), comprese Padova e Verona. All'inizio nel XVI secolo la repubblica comprendeva i territori dalle Alpi Giulie a Crema, l'Istria, la Dalmazia, Cipro e parte della Morea. L'"Atlantizzazione" conseguente alla scoperta dell'America di Cristoforo Colombo, la caduta dell'Impero Bizantino e il rafforzamento dell'Impero ottomano indebolirono i commerci nel mar Mediterraneo e la Repubblica che dovette sempre di più dipendere dalla terraferma (riuscendo però in questo modo a risollevarsi parzialmente e rifarsi della perdita dei commerci via mare).
Nel 1797 Napoleone invase la Repubblica e con il trattato di Campoformio la cedette all'Austria. Dopo la sconfitta definitiva di Napoleone, l'Impero austriaco fondò una provincia di Venezia sulla circoscrizione del Dipartimento Adriatico, ente a sua volta istituito dal Governo del Regno Italico napoleonico. Il Dipartimento comprendeva il territorio del Dogado a cui furono, a più riprese, aggregati i cantoni friulani (suddivisione amministrativa francese equivalente al mandamento) di Aquileia, Latisana e Portogruaro. Con la dominazione austriaca il Dipartimento fu convertito nella provincia di Venezia, a cui furono però sottratti i mandamenti friulani, che vennero reinseriti nella provincia del Friuli (tranne il mandamento di Portogruaro che rimase a Venezia). Col passaggio all'Italia si celebrarono le prime elezioni provinciali, il 23 dicembre 1866.
Nel 2014 fu ufficialmente istituito il nuovo ente denominato Città metropolitana di Venezia, che sostituisce la soppressa Provincia. Le elezioni del Consiglio Metropolitano si sono svolte il 9 agosto del 2015, mentre la prima riunione, che ha sancito l'istituzione ufficiale della Città Metropolitana, è stata il successivo 31 agosto. Primo sindaco metropolitano è, per diritto, il sindaco del capoluogo Luigi Brugnaro.

## Società
Abitanti censiti

### Stranieri residenti
Al 1º gennaio 2022 gli stranieri residenti nella Città metropolitana di Venezia erano 91.600, pari al 10,91% della popolazione residente (839.396 abitanti).
Il maggior tasso di stranieri si registra nel comune di Venezia (16,34%), mentre il minimo è a Chioggia (4,33%).
Nel 2020 le 10 cittadinanze più presenti sono:
- Romania
- Bangladesh
- Moldavia
- Cina
- Albania
- Ucraina
- Marocco
- Macedonia del Nord
- Kosovo
- Nigeria

### Qualità della vita
| Anno | Qualità della vita (Sole 24 Ore) | Qualità della vita (Italia Oggi) | Rapporto Ecosistema Urbano (Legambiente)                                                          |
| ---- | -------------------------------- | -------------------------------- | ------------------------------------------------------------------------------------------------- |
| 2002 | 57º                              |                                  | 31º (+2)                                                                                          |
| 2003 | 53º (+5)                         | 48º                              | 23º (+8)                                                                                          |
| 2004 | 47º (+6)                         | 54º (−6)                         | 67º (−44)                                                                                         |
| 2005 | 57º (−10)                        | 30º (+24)                        | 28º (+39)                                                                                         |
| 2006 | 56º (+1)                         | 39º (−9)                         | 18º (+10)                                                                                         |
| 2007 | 40º (+16)                        | 14º (+25)                        | 11º (+7)                                                                                          |
| 2008 | 37º (+3)                         | 39º (−25)                        | 10º (+1)                                                                                          |
| 2009 | 43º (−6)                         | 41º (−2)                         | 14° (-4)                                                                                          |
| 2010 | 46º (−3)                         | 52º (−11)                        | 15° (-1)                                                                                          |
| 2011 | 35º (+11)                        | 54º (−2)                         | 1° (fra i capoluoghi superiori a 200.000 abitanti. Confronto non possibile con l'anno precedente) |
| 2012 | 39º (−4)                         | 60º (−6)                         | 1° (fra i capoluoghi superiori a 200.000 abitanti # =)                                            |
| 2013 | 59º (−20)                        | 63º (−3)                         | 1° (fra i capoluoghi superiori a 200.000 abitanti # =)                                            |
| 2014 | 65° (-6)                         | 40° (+23)                        | 10° (fra tutti i capoluoghi. Confronto non possibile con l'anno precedente)                       |
| 2015 | 48° (+17)                        | 54° (-14)                        | 8° (-2)                                                                                           |
| 2016 | 39° (+9)                         | 62° (-8)                         | 14° (+6)                                                                                          |
| 2017 | 43° (-3)                         | 41° (+21)                        | 21° (+7)                                                                                          |
| 2018 | 34° (+9)                         | 62° (-21)                        | 14° (-7)                                                                                          |

## Comuni metropolitani

Gonfalone provinciale

Appartengono alla città metropolitana i seguenti 44 comuni:
- Annone Veneto
- Campagna Lupia
- Campolongo Maggiore
- Camponogara
- Caorle
- Cavallino-Treporti
- Cavarzere
- Ceggia
- Chioggia
- Cinto Caomaggiore
- Cona
- Concordia Sagittaria
- Dolo
- Eraclea
- Fiesso d'Artico
- Fossalta di Piave
- Fossalta di Portogruaro
- Fossò
- Gruaro
- Jesolo
- Marcon
- Martellago
- Meolo
- Mira
- Mirano
- Musile di Piave
- Noale
- Noventa di Piave
- Pianiga
- Portogruaro
- Pramaggiore
- Quarto d'Altino
- Salzano
- San Donà di Piave
- San Michele al Tagliamento
- Santa Maria di Sala
- San Stino di Livenza
- Scorzè
- Spinea
- Stra
- Teglio Veneto
- Torre di Mosto
- Venezia
- Vigonovo

### Comuni principali
Di seguito sono riportati i primi dieci comuni della Città metropolitana per popolazione residente al 31 marzo 2023.
| Pos. | Stemma | Comune di         | Popolazione (ab) | Superficie (km²) | Densità (ab/km²) | Altitudine (m s.l.m.) |
| ---- | ------ | ----------------- | ---------------- | ---------------- | ---------------- | --------------------- |
| 1º   |        | Venezia           | 249.928          | 414,5            | 653,7            | 2,54                  |
| 2º   |        | Chioggia          | 47.569           | 185,2            | 273,62           | 2                     |
| 3º   |        | San Donà di Piave | 41.572           | 78,73            | 528,29           | 3                     |
| 4º   |        | Mira              | 37.549           | 98,91            | 393,81           | 6                     |
| 5º   |        | Spinea            | 27.642           | 15,02            | 1800,33          | 6                     |
| 6º   |        | Mirano            | 27.069           | 45,62            | 593,53           | 9                     |
| 7º   |        | Jesolo            | 26.549           | 95,25            | 268,78           | 2                     |
| 8º   |        | Portogruaro       | 24.287           | 102,22           | 248,87           | 5                     |
| 9º   |        | Martellago        | 21.142           | 20,08            | 1059,71          | 12                    |
| 10º  |        | Scorzè            | 19.049           | 33,28            | 572,48           | 16                    |

## Amministrazione

### Sindaci metropolitani
| Nº | Nº | Ritratto | Nome           | Mandato        | Mandato   | Partito         | Carica                |
| Nº | Nº | Ritratto | Nome           | Inizio         | Fine      | Partito         | Carica                |
| -- | -- | -------- | -------------- | -------------- | --------- | --------------- | --------------------- |
| 1  |    |          | Luigi Brugnaro | 15 giugno 2015 | in carica | Coraggio Italia | Sindaco metropolitano |

## Infrastrutture e trasporti

### Strade ed autostrade

#### Autostrade e superstrade
- A4 Serenissima Torino-Trieste
- A27 Venezia - Belluno
- A28 Portogruaro - Conegliano
- A57 Tangenziale di Mestre

#### Strade statali
- Strada statale 11 Padana Superiore, declassata a strada regionale 11 Padana Superiore (SR11)
- Strada statale 13 Pontebbana
- Strada statale 14 della Venezia Giulia, in alcuni tratti strada regionale (SR 14)
- Strada statale 14 bis di Mestre, ora strada regionale 14 di Mestre (SR14)
- Strada statale 14 var Variante di Portogruaro
- Strada statale 14 var/A Variante di Musile di Piave
- Strada statale 14 var/B Variante di San Donà di Piave
- Strada statale 14 var/C Variante di Campalto
- Strada statale 16 Adriatica
- Strada statale 16 dir/A Adriatica
- Strada statale 53 Postumia, in alcuni tratti declassata a strada regionale 53 Postumia (SR53)
- Strada statale 245 Castellana, declassata a strada regionale 245 Castellana (SR245)
- Strada statale 251 della Val di Zoldo e Val Cellina, declassata a strada provinciale 251 Zoldo e Cellina (SP 251) nel tratto veneziano
- Strada statale 309 Romea
- Strada statale 463 del Tagliamento, declassata a strada provinciale 463 del Tagliamento (SP 463) nel tratto veneto
- Strada statale 516 Piovese, declassata a strada regionale 516 Piovese (SR516)

#### Strade provinciali
- Strade provinciali della provincia di Venezia

### Linee bus extraurbani e urbani
Il servizio dei trasporti pubblici lagunare e su gomma è fornito dal gruppo ACTV per la città di Venezia; esso fornisce anche alcuni collegamenti extraurbani da e per la città di Venezia. Il servizio extraurbano nella città metropolitana è servito anche dalla società ATVO che cura i trasporti nella zona orientale della città metropolitana e nel veneto orientale, con sede a San Donà di Piave. Per la città di Chioggia è attivo il servizio di Arriva Veneto nel territorio urbano, ed extraurbano verso Venezia e l'aeroporto.

### Rete ferroviaria
- Ferrovia Verona - Venezia (alta velocità)
- Ferrovia Milano-Venezia
- Ferrovia Trento - Venezia
- Ferrovia Trieste - Venezia
- Ferrovia Trieste - Venezia (alta velocità) in progetto
- Ferrovia Udine - Venezia
- Ferrovia Adria - Mestre
- Linea dei Bivi
- Ferrovia Rovigo-Chioggia

### Aeroporti
- Aeroporto Marco Polo di Venezia Tessera
- Aeroporto Giovanni Nicelli di Venezia Lido

### Annotazioni
1. ↑  Al fine di «sottolineare l'attualità editoriale della ricerca» dal 2003 Legambiente ha preferito nominare il dossier con l'anno in cui inizia a essere distribuito al pubblico, nonostante i dati si riferiscano all'anno precedente; così il rapporto 2003 riporta i dati 2002, il 2004 i dati 2003 e così via. Per praticità, qui sono stati riportati i dati relativi all'anno di ricerca e non all'anno di pubblicazione, pertanto i dati 2002 sono in realtà quelli riportati nel rapporto 2003, i dati 2003 sono quelli del rapporto 2004 e via dicendo.

### Fonti
1. ↑   Bilancio demografico mensile anno 2025 (dati provvisori), su demo.istat.it, ISTAT.
2. ↑  La città metropolitana rappresenta uno dei 10 enti amministrativi del territorio italiano (città metropolitane) identificati dalla legge del 7 aprile 2014 n. 56 recante "Disposizioni sulle città metropolitane, sulle province, sulle unioni e fusioni di comuni".
3. ↑  Consorzio Tutela Vini del Piave DOC  Copia archiviata, su vinidelpiave.com. URL consultato il 15 giugno 2015 (archiviato dall'url originale il 4 luglio 2014).
4. ↑  La frazione San Giorgio di Livenza fa parte della diocesi di Vittorio Veneto e le frazioni Brussa e Castello sono comprese nella diocesi di Concordia-Pordenone
5. ↑  Delibera del consiglio provinciale di Venezia del 21.12.2006, n. 120 Archiviato il 5 marzo 2016 in Internet Archive..
6. ↑   Delibera del consiglio provinciale di Venezia del 20.04.2006, n. 32 (PDF), su politichesociali.provincia.venezia.it. URL consultato il 15 giugno 2015 (archiviato dall'url originale il 6 gennaio 2012).
7. ↑   Gli archivi dei regi commissari nelle province del Veneto e di Mantova 1866 (PDF), su archivi.beniculturali.it. URL consultato il 31 agosto 2015 (archiviato dall'url originale il 5 marzo 2016).
8. ↑   Copia archiviata (PDF), su protezionecivile.gov.it. URL consultato il 14 dicembre 2016 (archiviato dall'url originale il 20 dicembre 2016).
9. ↑   Demo ISTAT, 2020,  https://demo.istat.it/str2020/index.html.
10. ↑   Statistiche demografiche ISTAT, su demo.istat.it. URL consultato l'8 giugno 2023 (archiviato dall'url originale il 6 ottobre 2021).